# Conus cacuminatus
Conus cacuminatus é uma espécie de gastrópode do gênero Conus, pertencente à família Conidae.